# Спокута (фільм, 2007)
«Спокута» (англ. Atonement) — воєнна романтична драма 2007 року режисера Джо Райта за однойменним романом Ієна Мак'юена, знята спільно Великою Британією і Францією. У головних ролях — Кіра Найтлі та Джеймс Мак-Евой. У 2007 році фільмом «Спокута» відкривалися два міжнародні кінофестивалі — Ванкуверський і 64-й Венеційський, таким чином Джо Райт, у 35-річному віці, став наймолодшим режисером, фільмом якого розпочиналися ці кіноконкурси.

## Сюжет
Дія відбувається в Англії наприкінці 1930-х років. Тринадцятирічна Брайоні має багату уяву, пише п'єси й хоче стати письменницею. Її старша сестра Сесилія й син прислуги Роббі таємно закохані одне в одного.
Дівчинка стає свідком низки курйозних подій за участю Роббі й Сесилії, і витлумачивши все по-своєму, вирішує, що Роббі є сексуальним маніяком, що переслідує її сестру. Тому коли на території їхнього маєтку її п'ятнадцятирічну кузину Лолу в темряві ґвалтує невідомий чоловік, вона вказує на Роббі — хоч вона й не бачила обличчя злочинця, її уява домальовує картину цього випадку, (насправді ж це зробив зовсім інший чоловік). Хлопець потрапляє до в'язниці, і між Сесилією та її родичами, зокрема Брайоні, починається ворожнеча. Потім дія переноситься на три з половиною роки вперед, коли почалася Друга світова війна, і Роббі з в'язниці забрали до армії.
У Франції він зустрічається з Сесилією, яка працює медсестрою в госпіталі. Вона просить його повернутись до неї, і вони вирішують зустрітися й бути разом, коли нарешті з'явиться така нагода. Хлопець повертається на фронт, зберігаючи надію на щасливе майбутнє з коханою. Тим часом Брайоні, що подорослішала, теж працює в шпиталі. Вона починає усвідомлювати всю серйозність свого вчинку й сильно кається. Дівчина важко працює, виконуючи брудну роботу, бачачи смерть солдатів, однак уважає, що нічого не може надолужити її провини. Спроби зв'язатися зі старшою сестрою виявляються марними — та не хоче нічого від неї чути.
Нарешті Брайоні вдається знайти її адресу, й вона їде відвідати її. Там вона зустрічає й Роббі, що повернувся до Сесилії. Між трьома стається сутичка, і Брайоні залишає їх. Дія переноситься на кілька десятиліть уперед. У літньої Брайоні, що стала відомою письменницею, беруть інтерв'ю. Вона розповідає про свою книгу, у якій описано історію про неї, її сестру й хлопця, і говорить, що насправді вони так ніколи й не зустрілися — Брайоні не наважилася побачитися з сестрою, яка потім загинула під час воєнних дій, а Роббі помер від ран.
Але в книзі Брайоні ця історія має щасливий кінець — ті двоє в кінці знаходять один одного. У такий спосіб вона вирішила немов дати їм шанс на щастя, яке колись у них відібрала.

## У ролях
- Кіра Найтлі — Сесилія Талліс
- Джеймс Мак-Евой — Роббі Тернер
- Сірша Ронан — Брайоні Талліс в 13 років
- Ромола Гарей — Брайоні Талліс в 18 років
- Ванесса Редгрейв — літня Брайоні Талліс
- Джуно Темпл — Лола
- Бенедикт Камбербетч — Пол Маршал
- Бренда Блетін — Грейс Тернер
- Чарлі та Фелікс фон Сімпсони — Джексон і Квінсі П'єро, дев'ятирічні брати-близнюки Лоли
- Нонсо Анозі — Френк Мейс
- Жеремі Реньє — Люк Корнет
- Алфі Аллен — Денні Гардмен